# 帕斯卡尔·福韦尔
帕斯卡尔·福韦尔（法語：Pascal Fauvel，1882年4月8日—1942年10月22日），法国男子射箭运动员。他曾代表法国参加1920年夏季奥林匹克运动会射箭比赛，获得二枚银牌和一枚铜牌。